# 1999년 서울국제여성영화제
제2회 서울국제여성영화제는 1999년 4월에 개최된 영화제이다. 동숭아트센터 동숭홀에서 개최되었다.

## 수상 및 후보

### 최우수상
- 도형일기 - 정재은 수상

### 우수상
- 고추 말리기 - 장희선 수상
- 있다 없다 - 이경희 수상

### 관객상
- 고추 말리기 - 장희선 수상